# Frans Babylon
Frans Babylon, pseudoniem van Franciscus Gerardus Jozef Obers, roepnaam Frans (Deurne, 18 maart 1924 - Bloemendaal, 21 augustus 1968), was een Nederlandse dichter uit Deurne. Hij was de oudste van dertien kinderen van handelsreiziger Leonard Hendrik Obers en diens vrouw Joanna Theodora Coopmans.

## Levensloop
In 1958, 1959 en 1960 won hij de Literatuurprijs van de gemeente Hilvarenbeek voor zijn werken Goudvissen in aquarium, Moeder en Oester.
Babylon huwde tweemaal; in 1950 trouwde hij met Tosca de Vries (1918-2014), met wie hij vier kinderen kreeg. In 1960 scheidden zij, waarna Frans in 1961 hertrouwde met Nel Waller Zeper, beeldend kunstenares. Uit dit huwelijk werden twee zonen geboren. In 1967 gingen Frans en Nel uit elkaar.
Ook Babylons jongere broer Leon was dichter. Diens werk is verschenen onder de schuilnaam 'Leon van Kelpenaar'. Leon verdronk in 1951, een ongeluk dat diepe indruk maakte op Frans. Zeventien jaar later verdronk hij zichzelf, 44 jaar oud. Frans en Leon liggen met hun broer Pieter Obers (1931-1945) op het kerkhof bij de Sint-Willibrorduskerk te Deurne.
Zijn zoon Dionys, beter bekend als de artiest Dio Oberon, overleed eind 2011.

## Naleven
In 2006 schreef Erik Vink voor vier toneelverenigingen van Deurne een grote toneelproductie onder de titel Babylon, over het Deurne in en kort na de Tweede Wereldoorlog. Het personage Frans Babylon speelt een hoofdrol in dit stuk.
In Deurne is de Frans Babylonstraat naar hem genoemd.

## Trivia
- In veel publicaties worden de foutieve voornamen Frans Gerardus Jozef genoemd; onderzoek in het Bevolkingsregister heeft aangetoond dat het Franciscus Gerardus Jozef moet zijn.